# Chriolepis cuneata
Chriolepis cuneata es una especie de peces de la familia de los Gobiidae en el orden de los Perciformes.

## Distribución geográfica
Se encuentra desde el Golfo de California hasta Costa Rica.

## Observaciones
Es inofensivo para los humanos.